# Cook Out 400 (Richmond) 2024
La Cook Out 400 è stata la 23ª gara NASCAR Cup Series 2024 che si disputa l'11 agosto 2024 presso il Richmond Raceway di Richmond, in Virginia (Stati Uniti). La gara, disputata sulla lunghezza di 400 giri in un ovale lungo 0,75 miglia di asfalto, si è allungata fino al giro 408 in regime di overtime.
La gara è stata vinta da Austin Dillon, che in tal modo è riuscito a interrompere una striscia di 85 gare nelle Cup Series senza vittorie (l'ultima sua vittoria era la Coke Zero Sugar 400 del 2022). Denny Hamlin si è classificato secondo e Tyler Reddick terzo. Ross Chastain e Bubba Wallace hanno completato la Top-5, mentre in Top-10 sono finiti Christopher Bell, Kyle Larson, Carson Hocevar, Chase Elliott e Daniel Suárez.
Il controverso finale di cui è stato protagonista Dillon ha spinto gli ufficiali di gara a penalizzare il pilota non considerando il suo successo ai fini della qualifica automatica ai playoffs, pur decidendo di assegnargli comunque la gara.
La gara si è svolta in notturna ed è stata l'ultima gara della stagione che si è corsa su uno short track. Il montepremi complessivo dell'evento è stato di 7.925.121 dollari.

## Resoconto

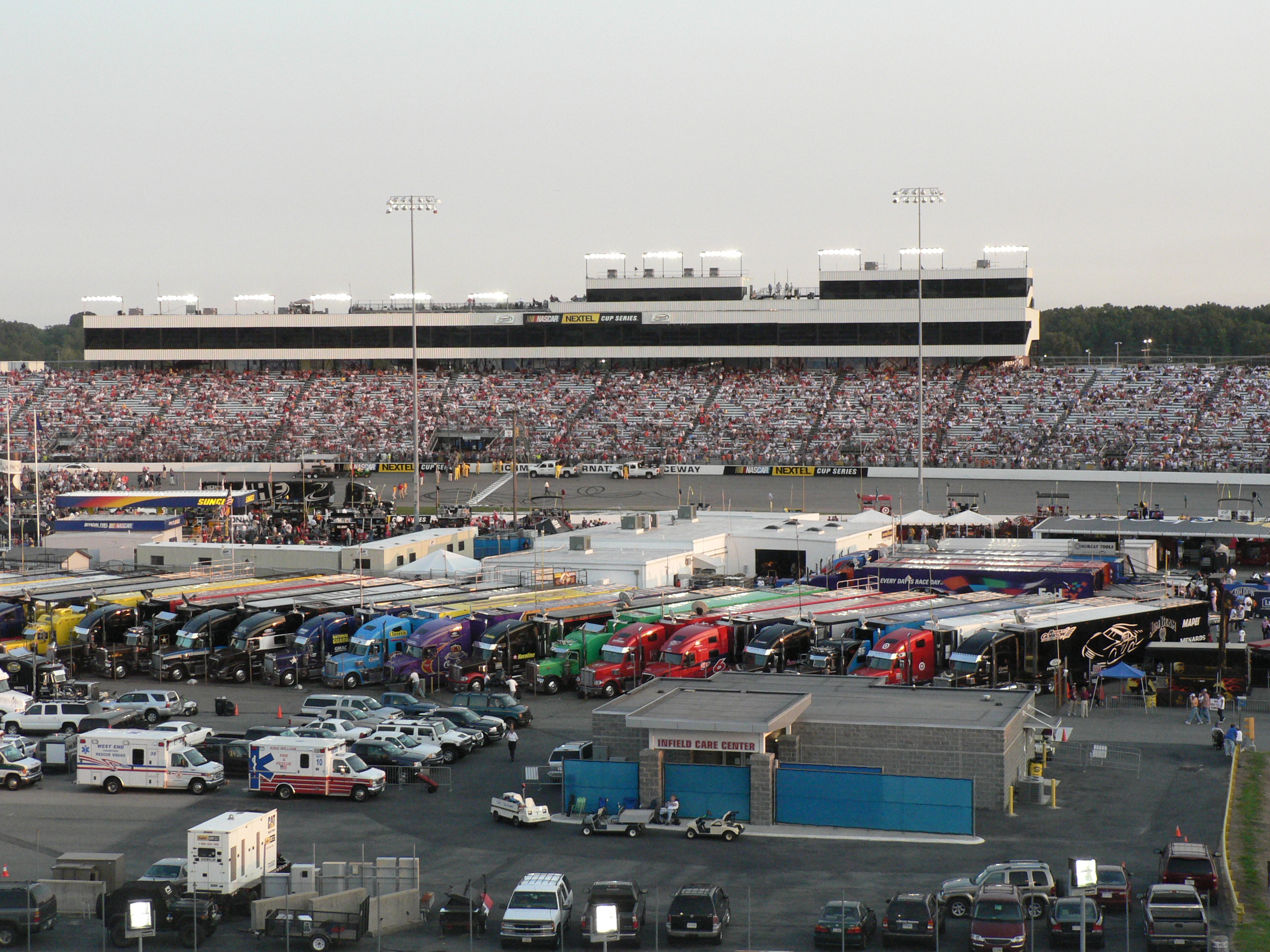
Il Richmond Raceway, l'ovale in cui si disputa la Cook Out 400 del 2024.

### La pista
Il Richmond Raceway ("RR") è un ovale D-shaped di asfalto che si trova nei sobborghi di Richmond, in Virginia, nel territorio della contea di Henrico. L'ovale ospita non solo la gara delle Cup Series, ma anche le Xfinity Series e le Truck Series. Conosciuto negli Stati Uniti come l'"America's premier short track", nella sua storia ha ospitato anche gare della International Race of Champions ed eventi come il "Denny Hamlin Short Track Showdown" e le USAC Sprint Car Series. Con la sua forma a "D" e le alte velocità che in esso si riescono a raggiungere, nonostante sia un ovale di lunghezza inferiore al miglio viene paragonato ad un vero e proprio superspeedway (come quelli di Talladega o Daytona). È uno dei circuiti preferiti da piloti ed appassionati per il ritmo delle gare che vi si disputano e per la facilità con cui i piloti vengono a contatto l'uno con l'altro in quello che è un tracciato molto stretto.

### Il contesto
La gara è stata la prima ad essere disputata dopo una pausa imposta dalla NBC Sports di due settimane delle Cup Series per le Olimpiadi di Parigi.
Il 16 luglio 2024 la NASCAR ha reso noto che per questa gara sarebbero state applicate le regole riguardanti i treni di gomme testate durante la precedente All-Star Race, disputata presso il North Wilkesboro Speedway. La Goodyear ha fornito a tutti i team tre tipi di pneumatici per la gara: oltre ai due treni di gomme da bagnato (con scritte di colore bianco), erano a loro disposizione sei treni di gomme dure (prime, contrassegnate dal tradizionale colore giallo) e due treni di gomme con una mescola più morbida, denominate option (contrassegnate dal colore rosso). Ogni team aveva l'obbligo di utilizzare le prime per le sessioni di qualifica ed entrambi i tipi di gomma in gara. Vigeva comunque l'obbligo di uniformità nell'utilizzo dei treni di gomme e le varie limitazioni potevano essere in caso di pioggia. Per testare le gomme option, ogni squadra ha avuto a propria disposizione una sessione di prove libere più estesa, di 45 minuti.
Per quanto riguarda le regole in caso di pioggia, la NASCAR ha specificato il regolamento riguardo alle procedure per l'utilizzo delle gomme da bagnato,rendendolo valido a partire da questa gara e fino alla conclusione del campionato. Se in precedenza il regolamento prevedeva che, in caso di caution, fossero gli ufficiali di gara a determinare i momenti in cui poter cambiare le gomme da bagnato con un altro treno dello stesso tipo, da questa gara in poi era a discrezione delle squadre il cambio.

### Partecipanti
- (R) denota un pilota al 1º anno di partecipazione (rookie).
- (i) denota un pilota non idoneo ad accumulare punti nella classifica piloti.

| Nº                           | Pilota               | Team                     | Costruttore |
| ---------------------------- | -------------------- | ------------------------ | ----------- |
| 1                            | Ross Chastain        | Trackhouse Racing        | Chevrolet   |
| 2                            | Austin Cindric       | Team Penske              | Ford        |
| 3                            | Austin Dillon        | Richard Childress Racing | Chevrolet   |
| 4                            | Josh Berry (R)       | Stewart–Haas Racing      | Ford        |
| 5                            | Kyle Larson          | Hendrick Motorsports     | Chevrolet   |
| 6                            | Brad Keselowski      | RFK Racing               | Ford        |
| 7                            | Corey LaJoie         | Spire Motorsports        | Chevrolet   |
| 8                            | Kyle Busch           | Richard Childress Racing | Chevrolet   |
| 9                            | Chase Elliott        | Hendrick Motorsports     | Chevrolet   |
| 10                           | Noah Gragson         | Stewart–Haas Racing      | Ford        |
| 11                           | Denny Hamlin         | Joe Gibbs Racing         | Toyota      |
| 12                           | Ryan Blaney          | Team Penske              | Ford        |
| 14                           | Chase Briscoe        | Stewart–Haas Racing      | Ford        |
| 15                           | Riley Herbst (i)     | Rick Ware Racing         | Ford        |
| 16                           | Ty Dillon (i)        | Kaulig Racing            | Chevrolet   |
| 17                           | Chris Buescher       | RFK Racing               | Ford        |
| 19                           | Martin Truex Jr.     | Joe Gibbs Racing         | Toyota      |
| 20                           | Christopher Bell     | Joe Gibbs Racing         | Toyota      |
| 21                           | Harrison Burton      | Wood Brothers Racing     | Ford        |
| 22                           | Joey Logano          | Team Penske              | Ford        |
| 23                           | Bubba Wallace        | 23XI Racing              | Toyota      |
| 24                           | William Byron        | Hendrick Motorsports     | Chevrolet   |
| 31                           | Daniel Hemric        | Kaulig Racing            | Chevrolet   |
| 34                           | Michael McDowell     | Front Row Motorsports    | Ford        |
| 38                           | Todd Gilliland       | Front Row Motorsports    | Ford        |
| 41                           | Ryan Preece          | Stewart–Haas Racing      | Ford        |
| 42                           | John Hunter Nemechek | Legacy Motor Club        | Toyota      |
| 43                           | Erik Jones           | Legacy Motor Club        | Toyota      |
| 45                           | Tyler Reddick        | 23XI Racing              | Toyota      |
| 47                           | Ricky Stenhouse Jr.  | JTG Daugherty Racing     | Chevrolet   |
| 48                           | Alex Bowman          | Hendrick Motorsports     | Chevrolet   |
| 51                           | Justin Haley         | Rick Ware Racing         | Ford        |
| 54                           | Ty Gibbs             | Joe Gibbs Racing         | Toyota      |
| 66                           | Parker Retzlaff (i)  | Power Source             | Ford        |
| 71                           | Zane Smith (R)       | Spire Motorsports        | Chevrolet   |
| 77                           | Carson Hochevar (R)  | Spire Motorsports        | Chevrolet   |
| 99                           | Daniel Suárez        | Trackhouse Racing        | Chevrolet   |
| Lista ufficiale partecipanti |                      |                          |             |

## Prove libere

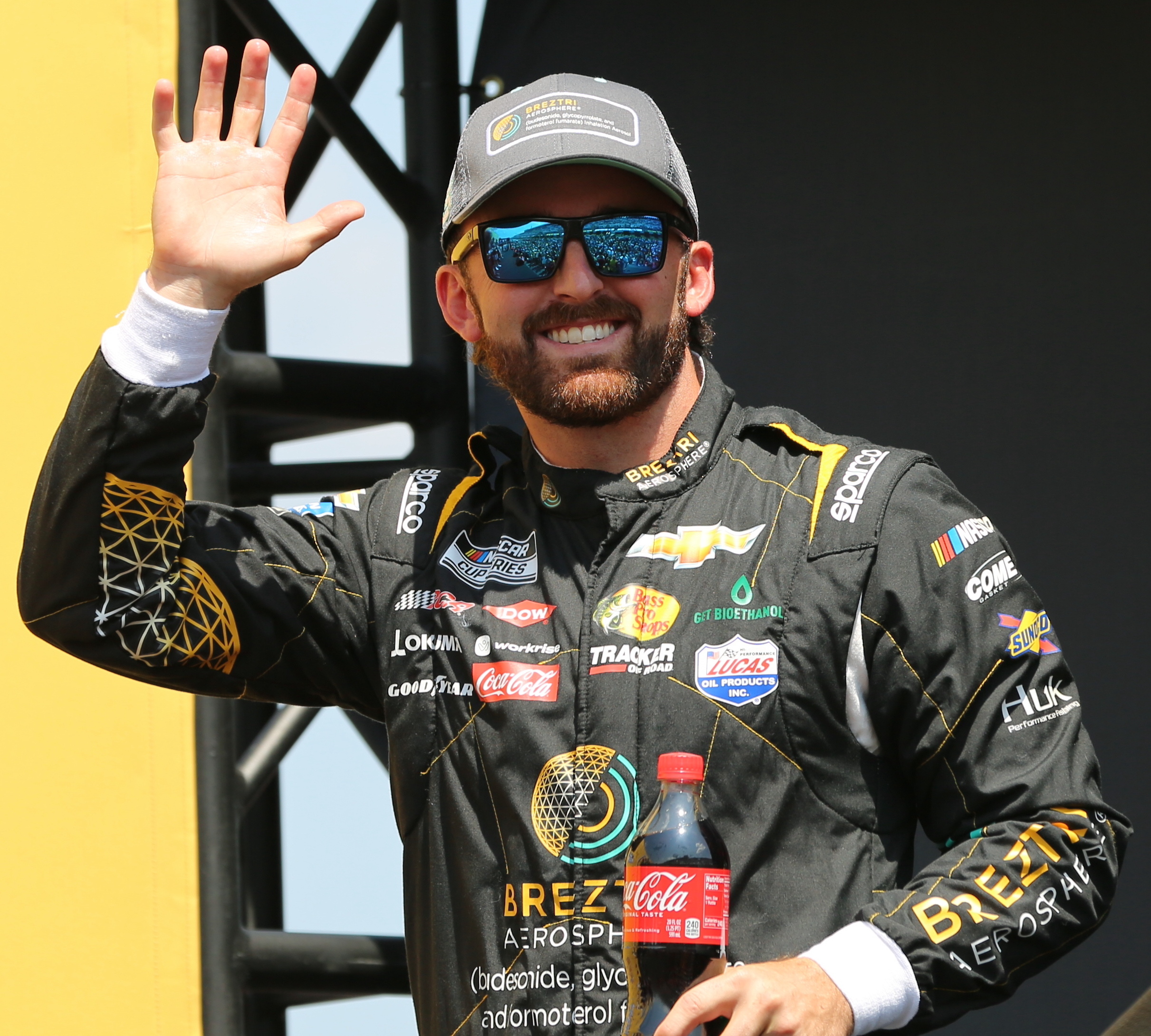
Austin Dillon, il pilota più veloce nelle prove libere della Cook Out 400 2024.

Durante le prove libere, il più veloce è stato Austin Dillon, con un tempo di 22.698 secondi ad una velocità di 118.953 mph (191.436 km/h); il suo tempo è stato realizzato con le nuove gomme option. Durante la sessione di prove libere Kyle Busch (compagno di squadra di Dillon nella Richard Childress Racing) ha strisciato contro il muretto esterno della pista, senza riportare alcun danno. A completare la Top 5 delle prove libere, si sono piazzate le tre Toyota di Bubba Wallace, Christopher Bell e Martin Truex Jr., quindi il rookie Zane Smith. La miglior velocità media, 116.741 mph, con almeno 10 giri completati è stata ottenuta da Ross Chastain,

### Risultati
| Pos                              | Nº | Pilota           | Team                     | Costruttore | Tempo  | Velocità |
| -------------------------------- | -- | ---------------- | ------------------------ | ----------- | ------ | -------- |
| 1                                | 3  | Austin Dillon    | Richard Childress Racing | Chevrolet   | 22.698 | 118.953  |
| 2                                | 23 | Bubba Wallace    | 23XI Racing              | Toyota      | 22.716 | 118.859  |
| 3                                | 20 | Christopher Bell | Joe Gibbs Racing         | Toyota      | 22.735 | 118.760  |
| Risultati ufficiali prove libere |    |                  |                          |             |        |          |

## Qualifiche

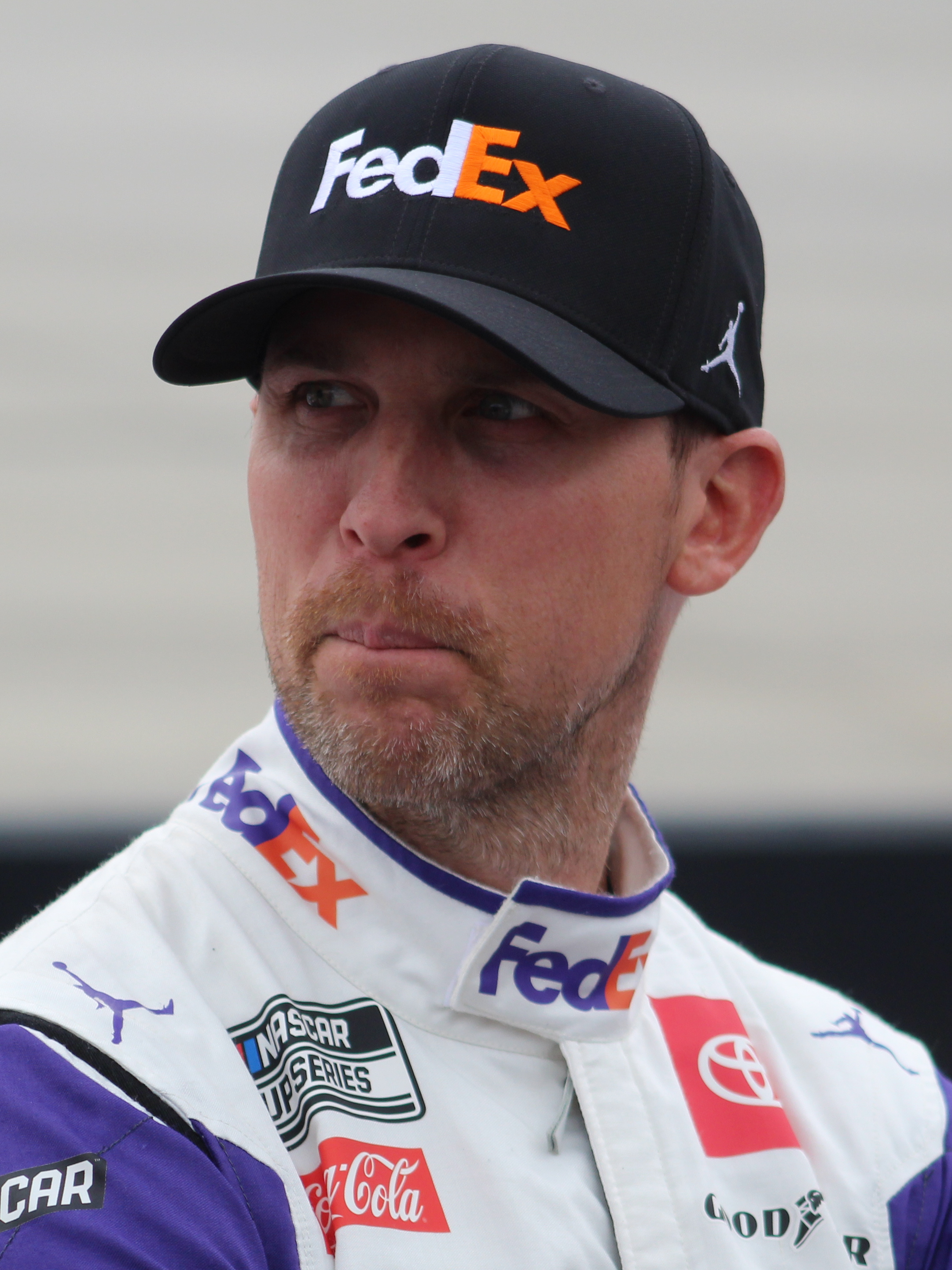
Denny Hamlin, che ha ottenuto la pole position nella Cook Out 400 2024.

Nelle qualifiche, il più veloce è stato Denny Hamlin, con un tempo di 22.850 secondi ad una velocità di 118.162 mph (191.436 km/h), che in tal modo ottiene la sua 3ª pole position stagionale e la sua 43ª in carriera. Dietro di lui il suo compagno di squadra della Joe Gibbs Racing, Martin Truex Jr. (per la prima volta in stagione piazzatosi in prima fila), poi il rookie Josh Berry e Chase Elliott (unico pilota della Hendrick Motorsports a riuscire a qualificarsi per il secondo round).

### Risultati
| Pos                            | Nº | Pilota               | Team                     | Costruttore | R1     | R2     |
| ------------------------------ | -- | -------------------- | ------------------------ | ----------- | ------ | ------ |
| 1                              | 11 | Denny Hamlin         | Joe Gibbs Racing         | Toyota      | 22.858 | 22.850 |
| 2                              | 19 | Martin Truex Jr.     | Joe Gibbs Racing         | Toyota      | 22.548 | 22.916 |
| 3                              | 4  | Josh Berry (R)       | Stewart–Haas Racing      | Ford        | 22.493 | 22.959 |
| 4                              | 9  | Chase Elliott        | Hendrick Motorsports     | Chevrolet   | 22.655 | 22.861 |
| 5                              | 20 | Christopher Bell     | Joe Gibbs Racing         | Toyota      | 22.646 | 22.961 |
| 6                              | 3  | Austin Dillon        | Richard Childress Racing | Chevrolet   | 22.797 | 22.926 |
| 7                              | 17 | Chris Buescher       | RFK Racing               | Ford        | 22.523 | 22.986 |
| 8                              | 23 | Bubba Wallace        | 23XI Racing              | Toyota      | 22.782 | 22.961 |
| 9                              | 22 | Joey Logano          | Team Penske              | Ford        | 22.652 | 23.058 |
| 10                             | 45 | Tyler Reddick        | 23XI Racing              | Toyota      | 22.549 | 22.981 |
| 11                             | 12 | Ryan Blaney          | Team Penske              | Ford        | 22.671 | —      |
| 12                             | 8  | Kyle Busch           | Richard Childress Racing | Chevrolet   | 22.868 | —      |
| 13                             | 24 | William Byron        | Hendrick Motorsports     | Chevrolet   | 22.672 | —      |
| 14                             | 54 | Ty Gibbs             | Joe Gibbs Racing         | Toyota      | 22.896 | —      |
| 15                             | 5  | Kyle Larson          | Hendrick Motorsports     | Chevrolet   | 22.686 | —      |
| 16                             | 10 | Noah Gragson         | Stewart–Haas Racing      | Ford        | 22.913 | —      |
| 17                             | 48 | Alex Bowman          | Hendrick Motorsports     | Chevrolet   | 22.728 | —      |
| 18                             | 2  | Austin Cindric       | Team Penske              | Ford        | 22.920 | —      |
| 19                             | 77 | Carson Hochevar (R)  | Spire Motorsports        | Chevrolet   | 22.742 | —      |
| 20                             | 71 | Zane Smith (R)       | Spire Motorsports        | Chevrolet   | 22.989 | —      |
| 21                             | 99 | Daniel Suárez        | Trackhouse Racing        | Chevrolet   | 22.743 | —      |
| 22                             | 1  | Ross Chastain        | Trackhouse Racing        | Chevrolet   | 23.091 | —      |
| 23                             | 38 | Todd Gilliland       | Front Row Motorsports    | Ford        | 22.769 | —      |
| 24                             | 7  | Corey LaJoie         | Spire Motorsports        | Chevrolet   | 23.098 | —      |
| 25                             | 14 | Chase Briscoe        | Stewart–Haas Racing      | Ford        | 22.807 | —      |
| 26                             | 41 | Ryan Preece          | Stewart–Haas Racing      | Ford        | 23.165 | —      |
| 27                             | 43 | Erik Jones           | Legacy Motor Club        | Toyota      | 22.840 | —      |
| 28                             | 34 | Michael McDowell     | Front Row Motorsports    | Ford        | 23.330 | —      |
| 29                             | 6  | Brad Keselowski      | RFK Racing               | Ford        | 22.886 | —      |
| 30                             | 16 | Ty Dillon (i)        | Kaulig Racing            | Chevrolet   | 23.333 | —      |
| 31                             | 21 | Harrison Burton      | Wood Brothers Racing     | Ford        | 22.960 | —      |
| 32                             | 31 | Daniel Hemric        | Kaulig Racing            | Chevrolet   | 23.361 | —      |
| 33                             | 47 | Ricky Stenhouse Jr.  | JTG Daugherty Racing     | Chevrolet   | 22.974 | —      |
| 34                             | 15 | Riley Herbst (i)     | Rick Ware Racing         | Ford        | 23.421 | —      |
| 35                             | 42 | John Hunter Nemechek | Legacy Motor Club        | Toyota      | 22.998 | —      |
| 36                             | 51 | Justin Haley         | Rick Ware Racing         | Ford        | 23.436 | —      |
| 37                             | 66 | Parker Retzlaff (i)  | Power Source             | Ford        | 23.189 | —      |
| Risultati ufficiali qualifiche |    |                      |                          |             |        |        |

## Gara

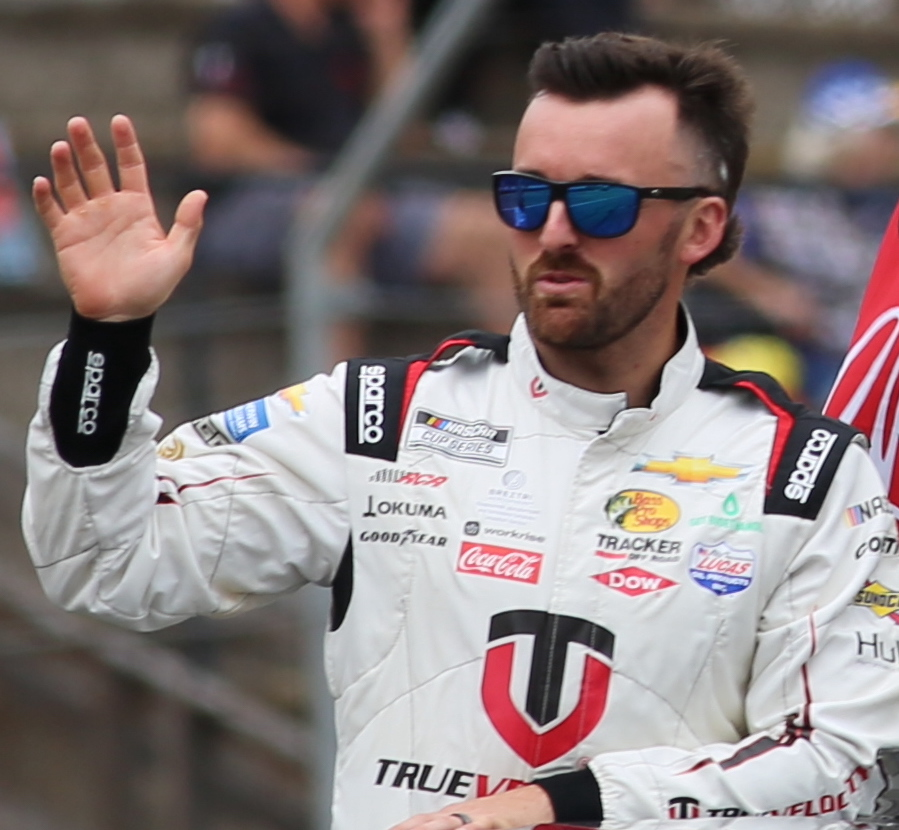
Austin Dillon, il vincitore della Cook Out 400 del 2024.

Austin Dillon vince la gara in un finale molto controverso, ottenendo la sua prima vittoria in due stagioni e risollevando la sua classifica (era 32° prima di questa gara, riuscendo a salire al 26° posto), ma soprattutto garantendosi un posto nei playoffs.
A 28 giri dalla conclusione della corsa, Dillon supera Hamlin, che in quel momento si trovava in testa, e guadagna un discreto margine di vantaggio. Ma a soli due giri dal termine un contatto (di fronte a Dillon) tra Ryan Preece e Ricky Stenhouse Jr. costringe i commissari di gara a chiamare la caution e a far concludere la gara in regime di overtime. Quando riapre la pit lane, tutti i piloti con ancora a disposizione il treno di gomme option corrono ai box per avere più grip sugli avversari: tra loro Dillon, Joey Logano, Hamlin, Tyler Reddick, Bubba Wallace, Daniel Suárez (autore di una grande rimonta ad inizio gara, utilizzando il primo treno di option a sua disposizione), Ross Chastain, Ryan Blaney, Kyle Larson e Christopher Bell (anche lui autore di una grande rimonta, dopo essere stato penalizzato per eccessiva velocità in pit lane e costretto al drive through).
Alla bandiera verde in prima fila Dillon sceglie di andare interno, mentre Logano sceglie l'esterno. Per Dillon non si rivela essere una buona scelta, con Logano che guadagna la testa della gara ad un giro dalla conclusione. In curva 3 Dillon tampona pesantemente Logano, che sbanda e perde il controllo della sua Ford. Intanto Hamlin guadagna la testa della gara buttandosi sull'interno e sul rettilineo finale Dillon lo tocca sul posteriore tagliando il traguardo in prima posizione. Successivamente alla gara Joey Logano si reca dai commissari protestando sulla manovra di Dillon; anche Hamlin si mostra contrariato dalla mossa del pilota della Richard Childress Racing.
Per la corsa alla qualifica playoff, Bubba Wallace (arrivato quinto) entra nella Top-16 della classifica per la prima volta, con soli 3 punti di vantaggio su Chris Buescher (arrivato 18°) e Ross Chastain. Martin Truex Jr., che aveva 102 punti di vantaggio sul primo degli esclusi nei playoffs, si ritira al giro 250 (per la prima volta nella stagione 2024) per un problema al motore. Il suo vantaggio si riduce a 78 punti sopra il taglio dei playoffs).
Il 14 agosto 2024, in merito alla conclusione controversa della gara, assegna comunque la vittoria a Dillon ma non considera la sua vittoria ai fini della qualifica automatica ai playoffs delle Cup Series e lo punisce con 25 punti di penalità nella classifica piloti (con 25 punti di penalità anche per la sua squadra). Anche Joey Logano viene punito con una multa per il suo comportamento dopo la gara. La NASCAR ha inoltre punito con tre gare di squalifica lo spotter di Dillon, Brandon Benesch.

### Risultati

#### Risultati Stage
Stage 1
Giri: 70
| Pos                         | Nº | Pilota           | Squadra                  | Costruttore | Punti |
| --------------------------- | -- | ---------------- | ------------------------ | ----------- | ----- |
| 1                           | 20 | Christopher Bell | Joe Gibbs Racing         | Toyota      | 10    |
| 2                           | 11 | Denny Hamlin     | Joe Gibbs Racing         | Toyota      | 9     |
| 3                           | 19 | Martin Truex Jr. | Joe Gibbs Racing         | Toyota      | 8     |
| 4                           | 22 | Joey Logano      | Team Penske              | Ford        | 7     |
| 5                           | 23 | Bubba Wallace    | 23XI Racing              | Toyota      | 6     |
| 6                           | 9  | Chase Elliott    | Hendrick Motorsports     | Chevrolet   | 5     |
| 7                           | 3  | Austin Dillon    | Richard Childress Racing | Chevrolet   | 4     |
| 8                           | 17 | Chris Buescher   | RFK Racing               | Ford        | 3     |
| 9                           | 45 | Tyler Reddick    | 23XI Racing              | Toyota      | 2     |
| 10                          | 4  | Josh Berry (R)   | Stewart–Haas Racing      | Ford        | 1     |
| Risultati ufficiali Stage 1 |    |                  |                          |             |       |

Stage 2
Giri: 160
| Pos                         | Nº | Pilota              | Squadra                  | Costruttore | Punti |
| --------------------------- | -- | ------------------- | ------------------------ | ----------- | ----- |
| 1                           | 99 | Daniel Suárez       | Trackhouse Racing        | Chevrolet   | 10    |
| 2                           | 20 | Christopher Bell    | Joe Gibbs Racing         | Toyota      | 9     |
| 3                           | 11 | Denny Hamlin        | Joe Gibbs Racing         | Toyota      | 8     |
| 4                           | 22 | Joey Logano         | Team Penske              | Ford        | 7     |
| 5                           | 3  | Austin Dillon       | Richard Childress Racing | Chevrolet   | 6     |
| 6                           | 34 | Michael McDowell    | Front Row Motorsports    | Ford        | 5     |
| 7                           | 45 | Tyler Reddick       | 23XI Racing              | Toyota      | 4     |
| 8                           | 23 | Bubba Wallace       | 23XI Racing              | Toyota      | 3     |
| 9                           | 77 | Carson Hochevar (R) | Spire Motorsports        | Chevrolet   | 2     |
| 10                          | 9  | Chase Elliott       | Hendrick Motorsports     | Chevrolet   | 1     |
| Risultati ufficiali Stage 2 |    |                     |                          |             |       |

#### Final Stage
Stage 3
Giri: 170
| Pos                      | Nº | Pilota               | Team                     | Costruttore | Giri | Punti |
| ------------------------ | -- | -------------------- | ------------------------ | ----------- | ---- | ----- |
| 1                        | 3  | Austin Dillon        | Richard Childress Racing | Chevrolet   | 408  | 50    |
| 2                        | 11 | Denny Hamlin         | Joe Gibbs Racing         | Toyota      | 408  | 52    |
| 3                        | 45 | Tyler Reddick        | 23XI Racing              | Toyota      | 408  | 40    |
| 4                        | 23 | Bubba Wallace        | 23XI Racing              | Toyota      | 408  | 42    |
| 5                        | 1  | Ross Chastain        | Trackhouse Racing        | Chevrolet   | 408  | 32    |
| 6                        | 20 | Christopher Bell     | Joe Gibbs Racing         | Toyota      | 408  | 50    |
| 7                        | 5  | Kyle Larson          | Hendrick Motorsports     | Chevrolet   | 408  | 30    |
| 8                        | 77 | Carson Hochevar (R)  | Spire Motorsports        | Chevrolet   | 408  | 31    |
| 9                        | 9  | Chase Elliott        | Hendrick Motorsports     | Chevrolet   | 408  | 34    |
| 10                       | 99 | Daniel Suárez        | Trackhouse Racing        | Chevrolet   | 408  | 37    |
| 11                       | 12 | Ryan Blaney          | Team Penske              | Ford        | 408  | 26    |
| 12                       | 8  | Kyle Busch           | Richard Childress Racing | Chevrolet   | 408  | 25    |
| 13                       | 24 | William Byron        | Hendrick Motorsports     | Chevrolet   | 408  | 24    |
| 14                       | 4  | Josh Berry (R)       | Stewart–Haas Racing      | Ford        | 408  | 24    |
| 15                       | 34 | Michael McDowell     | Front Row Motorsports    | Ford        | 408  | 27    |
| 16                       | 6  | Brad Keselowski      | RFK Racing               | Ford        | 408  | 21    |
| 17                       | 38 | Todd Gilliland       | Front Row Motorsports    | Ford        | 408  | 20    |
| 18                       | 17 | Chris Buescher       | RFK Racing               | Ford        | 408  | 22    |
| 19                       | 22 | Joey Logano          | Team Penske              | Ford        | 408  | 32    |
| 20                       | 10 | Noah Gragson         | Stewart–Haas Racing      | Ford        | 407  | 17    |
| 21                       | 14 | Chase Briscoe        | Stewart–Haas Racing      | Ford        | 407  | 16    |
| 22                       | 54 | Ty Gibbs             | Joe Gibbs Racing         | Toyota      | 407  | 15    |
| 23                       | 71 | Zane Smith (R)       | Spire Motorsports        | Chevrolet   | 407  | 14    |
| 24                       | 2  | Austin Cindric       | Team Penske              | Ford        | 407  | 13    |
| 25                       | 41 | Ryan Preece          | Stewart–Haas Racing      | Ford        | 407  | 12    |
| 26                       | 16 | Ty Dillon (i)        | Kaulig Racing            | Chevrolet   | 407  | 11    |
| 27                       | 51 | Justin Haley         | Rick Ware Racing         | Ford        | 406  | 10    |
| 28                       | 48 | Alex Bowman          | Hendrick Motorsports     | Chevrolet   | 406  | 9     |
| 29                       | 43 | Erik Jones           | Legacy Motor Club        | Toyota      | 406  | 8     |
| 30                       | 31 | Daniel Hemric        | Kaulig Racing            | Chevrolet   | 406  | 7     |
| 31                       | 42 | John Hunter Nemechek | Legacy Motor Club        | Toyota      | 405  | 6     |
| 32                       | 21 | Harrison Burton      | Wood Brothers Racing     | Ford        | 405  | 5     |
| 33                       | 15 | Riley Herbst (i)     | Rick Ware Racing         | Ford        | 405  | 0     |
| 34                       | 7  | Corey LaJoie         | Spire Motorsports        | Chevrolet   | 404  | 3     |
| 35                       | 66 | Parker Retzlaff (i)  | Power Source             | Ford        | 402  | 0     |
| 36                       | 47 | Ricky Stenhouse Jr.  | JTG Daugherty Racing     | Chevrolet   | 397  | 1     |
| 37                       | 19 | Martin Truex Jr.     | Joe Gibbs Racing         | Toyota      | 250  | 9     |
| Risultati ufficiali gara |    |                      |                          |             |      |       |

### Statistiche della gara[16]
- Cambiamenti 1ª posizione: 26 (9 piloti)
- Cautions/Giri: 5 (23 giri)
- Bandiere rosse: 0
- Tempo di gara: 3 ore, 3 minuti e 19 secondi
- Velocità media: 100.155 mph
- Austin Dillon ottiene la sua 5ª vittoria in carriera (395 gare nelle Cup Series). È la sua prima vittoria stagionale e per la 3ª volta nel 2024 finisce in Top 10. È anche la sua prima vittoria nel Richmond Raceway, in cui è entrato nella Top-10 in carriera 7 volte.
- Denny Hamlin (arrivato secondo) ottiene la sua 24ª Top-10 in 36 gare a cui a partecipato nel Richmond Raceway. Nel 2024 è la sua 10ª Top-10.
- Tyler Reddick (arrivato terzo) ottiene la sua 2ª Top-10 in 9 gare disputate nel Richmond Raceway.
- Carson Hocevar è stato il rookie meglio classificato, arrivando 8°.

## Classifica dopo la gara

### Classifica piloti
| Pos                         |    | Pilota           | Punti      |
| --------------------------- | -- | ---------------- | ---------- |
| 1                           |    | Kyle Larson      | 779        |
| 2                           | +1 | Tyler Reddick    | 774 (-5)   |
| 3                           | -1 | Chase Elliott    | 773 (-6)   |
| 4                           |    | Denny Hamlin     | 758 (-21)  |
| 5                           |    | Ryan Blaney      | 702 (-77)  |
| 6                           | +2 | Christopher Bell | 701 (-78)  |
| 7                           | -1 | William Byron    | 678 (-101) |
| 8                           | -1 | Martin Truex Jr. | 662 (-117) |
| 9                           |    | Brad Keselowski  | 636 (-143) |
| 10                          |    | Alex Bowman      | 615 (-164) |
| 11                          |    | Ty Gibbs         | 602 (-177) |
| 12                          | +2 | Bubba Wallace    | 587 (-192) |
| 13                          | -1 | Chris Buescher   | 584 (-195) |
| 14                          | -1 | Ross Chastain    | 584 (-195) |
| 15                          |    | Joey Logano      | 557 (-222) |
| 16                          | +1 | Daniel Suárez    | 497 (-282) |
| Classifica piloti ufficiale |    |                  |            |

Legenda
      Piloti già qualificati ai playoffs.
Note
Solo le prime 16 posizioni sono incluse per la classifica piloti.

### Classifica costruttori
| Pos |  | Costruttore | Punti     |
| --- |  | ----------- | --------- |
| 1   |  | Chevrolet   | 839       |
| 2   |  | Toyota      | 821 (-18) |
| 3   |  | Ford        | 796 (-43) |